# 11 mars aux Jeux paralympiques d'hiver de 2018
Le dimanche 11 mars aux Jeux paralympiques d'hiver de 2018 est le deuxième jour de compétition.

## Programme
| Heure UTC+9 (Pyeongchang)                     |               |
| bleu                                          | Cérémonie     |
| neutre                                        | Épreuve       |
| or                                            | Finale        |
| orange                                        | Petite finale |
| rose                                          | Reporté       |
| gris                                          | Annulé        |
| Compétition masculine                         | Hommes        |
| Compétition féminine                          | Femmes        |
| Compétition mixte (hommes et femmes mélangés) | Mixte         |
| Compétition en couple (1 homme et 1 femme)    | Couple        |
| modifier                                      |               |

L'heure indiquée est celle de Pyeongchang, pour l'heure française il faut enlever 8 heures. 
| Horaire | Discipline Spécialité | Discipline Spécialité        | Discipline Spécialité | Phase                         | Résultats                                              | Références |
| 09:30   |                       | Ski alpin Super-G malvoyants |                       | Finale                        | Henrieta Farkašová · Millie Knight · Menna Fitzpatrick |            |
| 09:35   |                       | Curling                      |                       | Phase préliminaire 3e session | 4 - 6                                                  |            |
| 09:35   |                       | Curling                      |                       | Phase préliminaire 3e session | 7 - 4                                                  |            |
| 09:52   |                       | Ski alpin Super-G debout     |                       | Finale                        | Marie Bochet · Andrea Rothfuss · Alana Ramsay          |            |
| 10:00   |                       | Ski de fond 15 km assis      |                       | Finale                        | Maksym Yarovyi · Daniel Cnossen · Sin Eui-hyun         |            |
| 10:32   |                       | Ski alpin Super-G assis      |                       | Finale                        | Anna Schaffelhuber · Claudia Lösch · Momoka Muraoka    |            |
| 11:02   |                       | Ski alpin Super-G malvoyants |                       | Finale                        | Jakub Krako · Giacomo Bertagnolli · Miroslav Haraus    |            |
| 11:15   |                       | Ski de fond 12 km assis      |                       | Finale                        | Kendall Gretsch · Andrea Eskau · Oksana Masters        |            |
| 11:32   |                       | Ski alpin Super-G debout     |                       | Finale                        | Théo Gmür · Arthur Bauchet · Markus Salcher            |            |
| 12:00   |                       | Hockey sur luge              |                       | Manche préliminaire Groupe B  | 10 - 0                                                 |            |
| 12:12   |                       | Ski alpin Super-G assis      |                       | Finale                        | Kurt Oatway · Andrew Kurka · Frédéric Francois         |            |
| 14:35   |                       | Curling                      |                       | Phase préliminaire 4e session | 12 - 5                                                 |            |
| 14:35   |                       | Curling                      |                       | Phase préliminaire 4e session | 1 - 10                                                 |            |
| 14:35   |                       | Curling                      |                       | Phase préliminaire 4e session | 8 - 4                                                  |            |
| 14:35   |                       | Curling                      |                       | Phase préliminaire 4e session | 5 - 7                                                  |            |
| 15:30   |                       | Hockey sur luge              |                       | Manche préliminaire Groupe B  | 3 - 2                                                  |            |
| 19:00   |                       | Hockey sur luge              |                       | Manche préliminaire Groupe A  | 10 - 0                                                 |            |
| 19:35   |                       | Curling                      |                       | Phase préliminaire 5e session | 5 - 6                                                  |            |
| 19:35   |                       | Curling                      |                       | Phase préliminaire 5e session | 9 - 2                                                  |            |
| 19:35   |                       | Curling                      |                       | Phase préliminaire 5e session | 7 - 3                                                  |            |
| 19:35   |                       | Curling                      |                       | Phase préliminaire 5e session | 10 - 2                                                 |            |

### Médailles du jour
| Rang  | Nation          | Or | Argent | Bronze | Total |
| ----- | --------------- | -- | ------ | ------ | ----- |
| 1     | Slovaquie       | 2  |        | 1      | 3     |
| 2     | États-Unis      | 1  | 2      | 1      | 4     |
| 3     | Allemagne       | 1  | 2      |        | 3     |
| 4     | France          | 1  | 1      | 1      | 3     |
| 5     | Canada          | 1  |        | 1      | 2     |
| 6     | Suisse          | 1  |        |        | 1     |
| 6=    | Ukraine         | 1  |        |        | 1     |
| 8     | Grande-Bretagne |    | 1      | 1      | 2     |
| 8=    | Autriche        |    | 1      | 1      | 2     |
| 10    | Italie          |    | 1      |        | 1     |
| 11    | Japon           |    |        | 1      | 1     |
| 11=   | Corée du Sud    |    |        | 1      | 1     |
| Total | Total           | 8  | 8      | 8      | 24    |